# なごみさん
『なごみさん』は、宮本福助による日本の漫画作品。『モーニング』（講談社）にて、2010年7号より2011年16号まで隔週連載された。単行本は全3巻。

## ストーリー
とある寂れた商店街に、ある日、新たに「cafe 和（なごみ）」という喫茶店がオープンした。マスターは、ヤクザと見紛う程の恐い顔をした男だった。男の名は山本和（なごみ）。彼は顔に似ず、甘いものが大好きな元刑事だった。寺の住職に言われ、店名を「極道珈琲店」に変え、今日も父娘2人と猫1匹で喫茶店を営業している。

## 登場人物
山本 和（やまもと なごみ）
極道珈琲店の店長。顔が怖いため、周囲の人達からは元極道だったのではないかと疑われている。見かけによらず甘い物が大好き。落ち込むと、すぐにトイレにこもる癖がある。店の名は当初「cafe 和」だったが、住職に「道を極める」という意味で「極道珈琲店」にしないかと言われ、そのまま改名する。以来、「道を極める」が口癖に。
元はマル暴の刑事。当時は「仁王像」「鬼瓦」「用心棒」などの異名で呼ばれており、現場に姿を見せるだけで相手が恐れをなして、事件が解決してしまう。仕事を辞めて喫茶店を経営しようと思ったのは、妻に老後のことを考えるように言われたのがきっかけで、その後押入れにしまってあった昔の作文に「喫茶店をやりたい」と書いてあったことを思い出し、喫茶店経営を決意する。
第18話で、商店街の会長に任命される。
山本 凛（やまもと りん）
和の娘。どこか感覚のずれた父を支え、店を切り盛りするしっかり者。顔は父に似ず美人。離婚歴あり。
和の前妻
本名不明。「小料理屋 ちとせ」という店の女将。
高橋（たかはし）
鶴亀商店街の電器店の店長で、北口商店街の会長。
両角（もろずみ）
鶴亀商店街の酒屋の店長。
住職
鶴亀寺の和尚。極道珈琲店の常連。猫が大好き。「極道珈琲店」の名付け親。
おにぎり
極道珈琲店の飼い猫。モデルは作者の飼い猫。
清水（しみず）
鶴亀商店街にある碁会所の常連。
栗原（くりはら）
呉服店の店長で、南口商店街の会長。北口商店街の高橋とは幼馴染で、犬猿の仲。
高橋 紅子（たかはし べにこ）
北口商店街の会長の娘。栗原勝博と恋仲だが、父親に交際を反対されている。
栗原 勝博（くりはら かつひろ）
南口商店街の会長の息子。高橋紅子と恋仲だが、父親に交際を反対されている。

## 単行本
1. 2010年6月23日発売 ISBN 978-4-06-372913-9
2. 2010年12月22日発売 ISBN 978-4-06-372966-5
3. 2011年4月22日発売 ISBN 978-4-06-372993-1